# Josef Waldmann
Johann Josef Waldmann (* 14. März 1676 in Innsbruck; † 25. Oktober 1712 ebenda) war ein österreichischer Barockmaler.

## Leben
Josef Waldmann entstammt einer Tiroler Malerfamilie, er ist der Sohn von Michael Waldmann dem Jüngeren und der Neffe von Kaspar Waldmann. Einer seiner Schüler war Johann Ferdinand Schor. Am 12. Jänner 1705 heiratete er in Innsbruck Maria Ursula Spilmann, das Paar hatte einen Sohn und fünf Töchter.
Waldmann wurde häufig vom Hof in Innsbruck beschäftigt und fertigte Theaterdekorationen, Trauergerüste, Heilige Gräber und zusammen mit Kaspar Waldmann 1707 die Ehrenpforte für den Einzug des Statthalters Karl Philipp von der Pfalz. Er zeichnete auch Entwürfe für Kupferstiche, wie Büchertitel, Porträts und Ansichten. Im Laufe der Zeit wandte er sich der Kirchenmalerei zu, schuf Altarbilder und verhalf dem barocken Großdeckenbild in Tirol zum Durchbruch. Sein Hauptwerk ist das Kuppelfresko der Glorie der Augustinerheiligen in der ehemaligen Augustinerkirche in Rattenberg. Das erste monumentale Kuppelfresko in Tirol entstand vermutlich nach dem Vorbild des Kuppelfreskos von Johann Michael Rottmayr in der Dreifaltigkeitskirche in Salzburg (1697).

## Werke

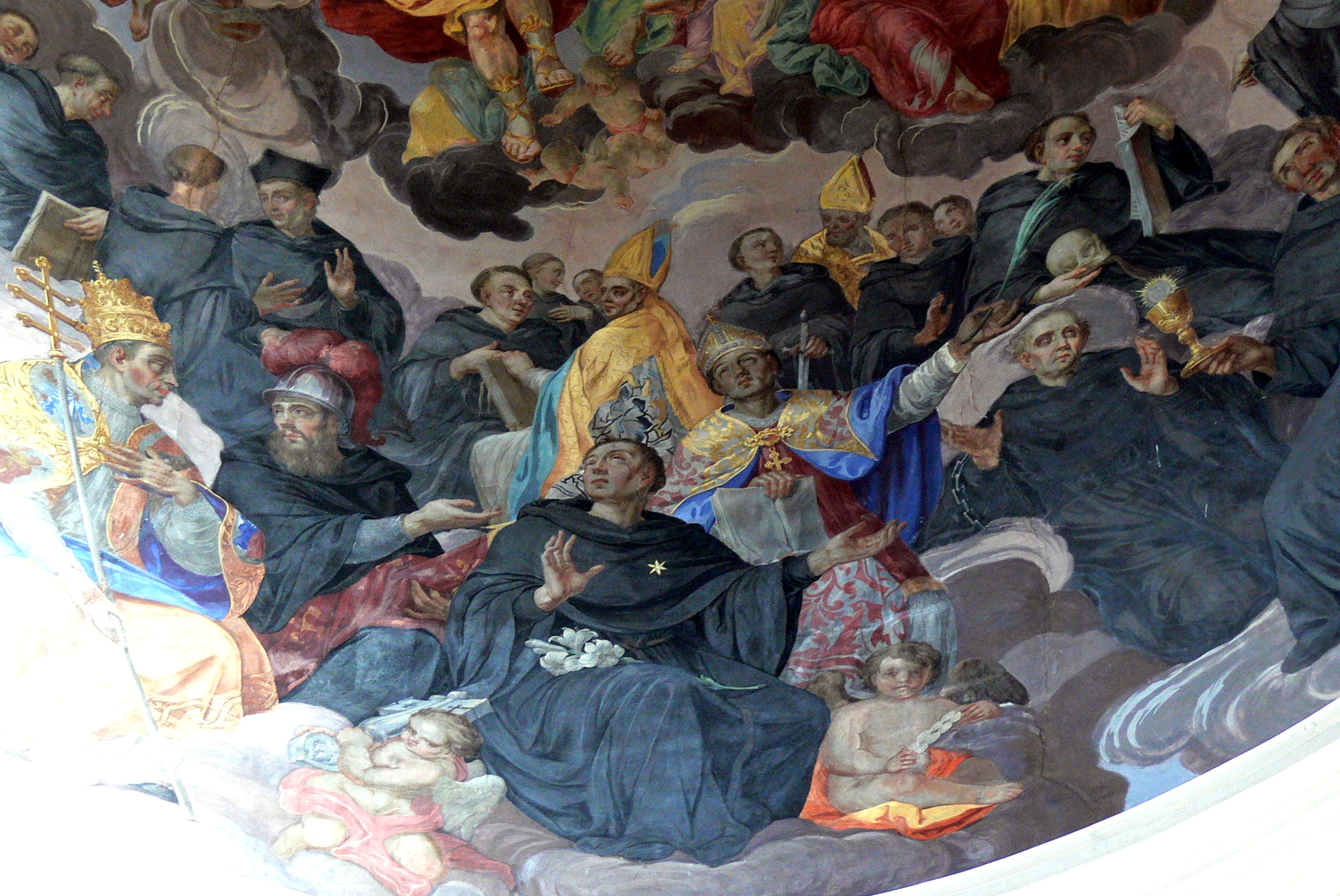
Detail des Kuppelfreskos in der Augustinerkirche Rattenberg

- Fresken in der Totenkapelle Voldöpp, um 1700 (zugeschrieben)[2]
- Deckenfresken in der Spitalskirche Innsbruck, 1702–1703 (bei der Renovierung 1892 übermalt)
- Fresken in der Schlosskapelle von Schloss Rotholz, 1704–1706
- Kuppelfresko Glorie der Augustinerheiligen in der Augustinerkirche Rattenberg, 1708–1712[3]
- Malereien im Herkulessaal der Innsbrucker Hofburg, 1711 (zusammen mit Johann Baptist Waldmann und Michael Hueber; beim Umbau 1760 zerstört)
- Deckenfresko im Altarraum der Wallfahrtskirche Maria Brettfall (zugeschrieben)[4]